# Volley-ball aux Jeux olympiques d'été de 2024
Navigation
Tokyo 2020 Los Angeles 2028
Les épreuves de volley-ball en salle lors des Jeux olympiques d'été de 2024 ont lieu du 27 juillet au 11 août 2024 à Paris en France. Les compétitions rassemblent douze équipes masculines et féminines pour un total de 288 volleyeurs. Les épreuves se déroulent au sein de l'Arena Paris Sud 1 de Paris Expo Porte de Versailles.
En parallèle, le tournoi de beach-volley se déroule sur le Champ-de-Mars, au pied de la tour Eiffel

## Calendrier des épreuves
| - P : premier tour - ¼ : quarts de finale - ½ : demi-finales - f : match pour la 3e place - F : finale |

| Compétition ↓ / Date → | Juillet | Juillet | Juillet | Juillet | Juillet | Août | Août | Août | Août | Août | Août | Août | Août | Août | Août | Août |
| Compétition ↓ / Date → | 27      | 28      | 29      | 30      | 31      | 1er  | 2    | 3    | 4    | 5    | 6    | 7    | 8    | 9    | 10   | 11   |
| ---------------------- | ------- | ------- | ------- | ------- | ------- | ---- | ---- | ---- | ---- | ---- | ---- | ---- | ---- | ---- | ---- | ---- |
| Tournoi masculin       | P       | P       |         | P       | P       |      | P    | P    |      | ¼    |      | ½    |      | f    | F    |      |
| Tournoi féminin        |         | P       | P       |         | P       | P    |      | P    | P    |      | ¼    |      | ½    |      | f    | F    |

## Qualifications
Chez les hommes comme chez les femmes, la qualification est réalisée par deux moyens, le pays hôte étant qualifié d'office.
Un tournoi de qualification oppose les 24 fédérations nationales éligibles les mieux classées au classement FIVB du 12 septembre 2022. Les équipes sont réparties en trois poules de huit équipes et les pays hôtes ont été désignées préalablement le 20 septembre 2021 parmi les équipes les mieux classées hors pays hôte. Au terme de chaque tournoi dans un format de tournoi toutes rondes, les deux meilleures obtiennent leur qualification.
Les cinq meilleures équipes selon le classement FIVB établi à la fin de la ligue des nations masculine de volley-ball 2024 (24 juin 2024) sont également qualifiées avec en priorité :
1. Équipes d'un ou des continents n’ayant pas encore d'équipe qualifiée. Chez les hommes, il manque un représentant de la Confédération Africaine (CAVB). Au 18 avril 2024, l’Égypte est le mieux placé (18e).
2. Meilleures équipes non encore qualifiées.

| Compétition                              | Compétition        | Date                              | Lieu              | Places | Qualifiés                               |
| ---------------------------------------- | ------------------ | --------------------------------- | ----------------- | ------ | --------------------------------------- |
| Pays organisateur                        | Pays organisateur  | Pays organisateur                 | Pays organisateur | 1      | France                                  |
| Tournois internationaux de qualification | Groupe A           | du 30 septembre au 8 octobre 2023 | Brésil            | 2      | Allemagne Brésil                        |
| Tournois internationaux de qualification | Groupe B           | du 30 septembre au 8 octobre 2023 | Japon             | 2      | États-Unis Japon                        |
| Tournois internationaux de qualification | Groupe C           | du 30 septembre au 8 octobre 2023 | Chine             | 2      | Pologne Canada                          |
| Classement mondial                       | Classement mondial | 24 juin 2024                      | NC                | 5      | Italie Slovénie Égypte Argentine Serbie |
| Total                                    | Total              | Total                             | Total             | 12     |                                         |

| Compétition                              | Compétition        | Date                       | Lieu              | Places | Qualifiés                         |
| ---------------------------------------- | ------------------ | -------------------------- | ----------------- | ------ | --------------------------------- |
| Pays organisateur                        | Pays organisateur  | Pays organisateur          | Pays organisateur | 1      | France                            |
| Tournois internationaux de qualification | Groupe A           | du 16 au 24 septembre 2023 | Chine             | 2      | République dominicaine Serbie     |
| Tournois internationaux de qualification | Groupe B           | du 16 au 24 septembre 2023 | Japon             | 2      | Turquie Brésil                    |
| Tournois internationaux de qualification | Groupe C           | du 16 au 24 septembre 2023 | Pologne           | 2      | Pologne États-Unis                |
| Classement mondial                       | Classement mondial | 17 juin 2024               | NC                | 5      | Italie Chine Japon Pays-Bas Kenya |
| Total                                    | Total              | Total                      | Total             | 12     |                                   |

## Tournoi masculin

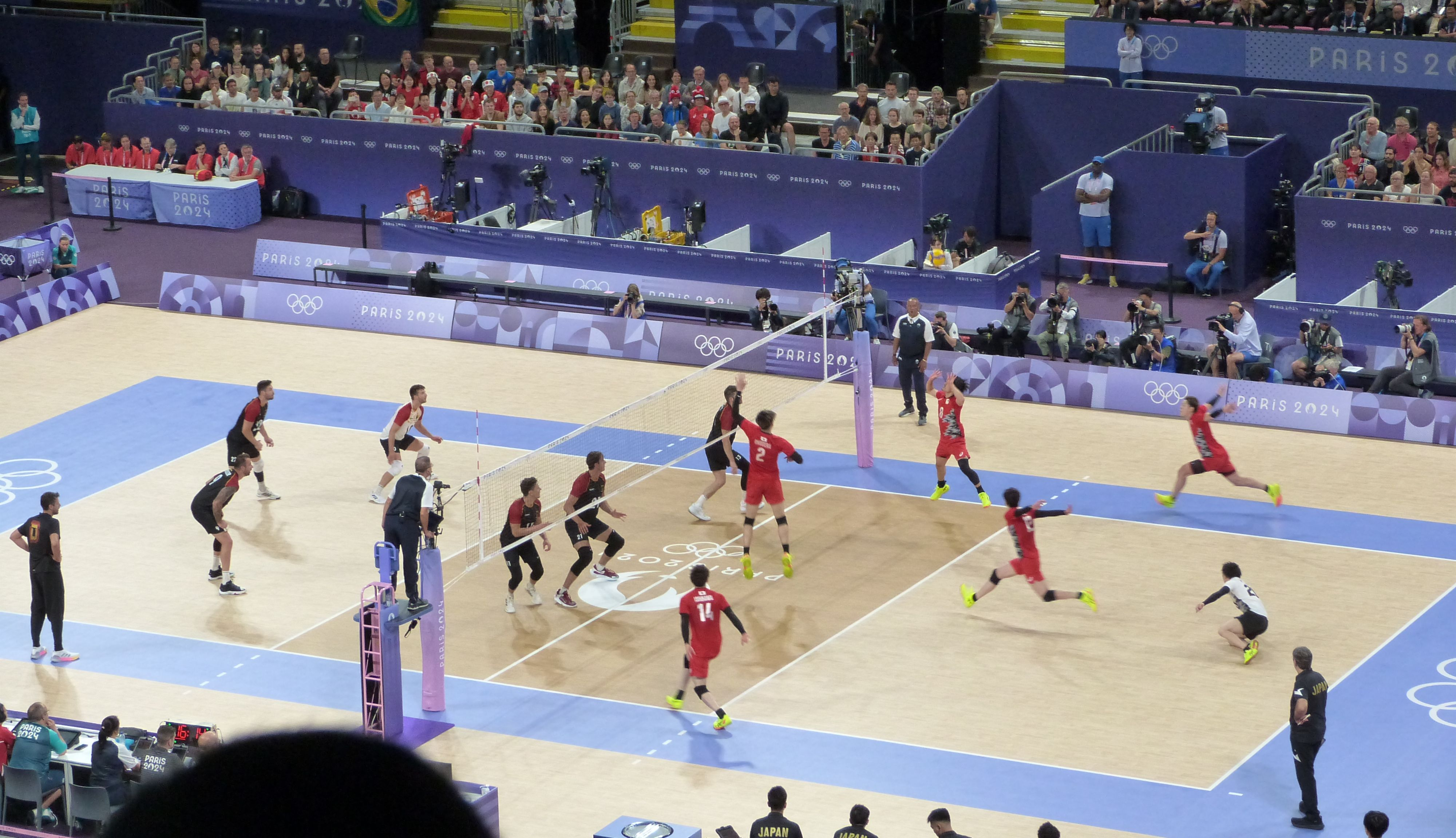
Match Japon-Allemagne.

## Résultats

### Podiums
| Épreuves                   | Or | Argent | Bronze |
| -------------------------- | --- | --- | --- |
| Hommes résultats détaillés | France- Barthélémy Chinenyeze - Jenia Grebennikov - Jean Patry - Benjamin Toniutti - Kévin Tillie - Earvin N'Gapeth - Antoine Brizard - Nicolas Le Goff - Trévor Clévenot - Yacine Louati - Théo Faure - Quentin Jouffroy            | Pologne- Łukasz Kaczmarek - Bartosz Kurek - Wilfredo León - Aleksander Śliwka - Grzegorz Łomacz - Jakub Kochanowski - Kamil Semeniuk - Paweł Zatorski - Marcin Janusz - Mateusz Bieniek - Tomasz Fornal - Bartłomiej Bołądź - Norbert Huber     | États-Unis- Matt Anderson - Aaron Russell - Jeffrey Jendryk - Torey DeFalco - Micah Christenson - Maxwell Holt - Micah Ma'a - Thomas Jaeschke - Garrett Muagututia - Taylor Averill - David Smith - Erik Shoji                                            |
| Femmes résultats détaillés | Italie- Marina Lubian - Carlotta Cambi - Monica De Gennaro - Alessia Orro - Caterina Bosetti - Anna Danesi - Myriam Sylla - Paola Egonu - Sarah Luisa Fahr - Loveth Omoruyi - Ekaterina Antropova - Gaia Giovannini - Ilaria Spirito | États-Unis- Micha Hancock - Jordyn Poulter - Avery Skinner - Justine Wong-Orantes - Lauren Carlini - Jordan Larson - Andrea Drews - Jordan Thompson - Haleigh Washington - Dana Rettke - Kathryn Plummer - Kelsey Robinson Cook - Chiaka Ogbogu | Brésil- Nyeme Costa - Diana Duarte - Macris Carneiro - Thaísa Menezes - Rosamaria Montibeller - Roberta Ratzke - Gabriela Guimarães - Ana Cristina de Souza - Natália Araújo - Ana Carolina da Silva - Júlia Bergmann - Tainara Santos - Lorenne Teixeira |

### Tableau des médailles
- Pays organisateur (France)

| Rang  | Nation     | Or | Argent | Bronze | Total |
| ----- | ---------- | -- | ------ | ------ | ----- |
| 1     | France     | 1  | 0      | 0      | 1     |
| 1     | Italie     | 1  | 0      | 0      | 1     |
| 3     | États-Unis | 0  | 1      | 1      | 2     |
| 4     | Pologne    | 0  | 1      | 0      | 1     |
| 5     | Brésil     | 0  | 0      | 1      | 1     |
| Total | Total      | 2  | 2      | 2      | 6     |